# Jared Coreau
Jared Coreau (* 5. November 1991 in Perth, Ontario) ist ein kanadischer Eishockeytorwart, der seit Februar 2024 bei Brynäs IF aus der HockeyAllsvenskan unter Vertrag steht. Zuvor absolvierte Coreau unter anderem annähernd 250 Spiele in der American Hockey League (AHL) und stand in 21 weiteren Partien für die Detroit Red Wings aus der National Hockey League (NHL) auf dem Eis.

## Karriere
Jared Coreau wurde in Perth geboren und spielte in seiner Jugend für die Peterborough Stars in der Ontario Junior Hockey League (OJHL), der zweitrangigen Juniorenliga seiner Heimat, nach der Ontario Hockey League (OHL). Ohne in der OHL berücksichtigt worden zu sein, wechselte der Torhüter zur Saison 2009/10 zu den Lincoln Stars in die United States Hockey League (USHL), die höchste Nachwuchsspielklasse der Vereinigten Staaten. Im Anschluss schrieb er sich im Herbst 2010 an der Northern Michigan University (NMU) ein, an der er ein wirtschaftswissenschaftliches Studium begann und fortan parallel für deren Eishockey-Mannschaft, die Wildcats, in der Central Collegiate Hockey Association (CCHA) auflief. Coreau verbrachte in der Folge drei Jahre an der NMU, ohne dabei in einem NHL Entry Draft ausgewählt worden zu sein. Nach der Saison 2012/13 unterzeichnete der Torwart als Free Agent einen auf drei Jahre befristeten Einstiegsvertrag bei den Detroit Red Wings aus der National Hockey League (NHL).

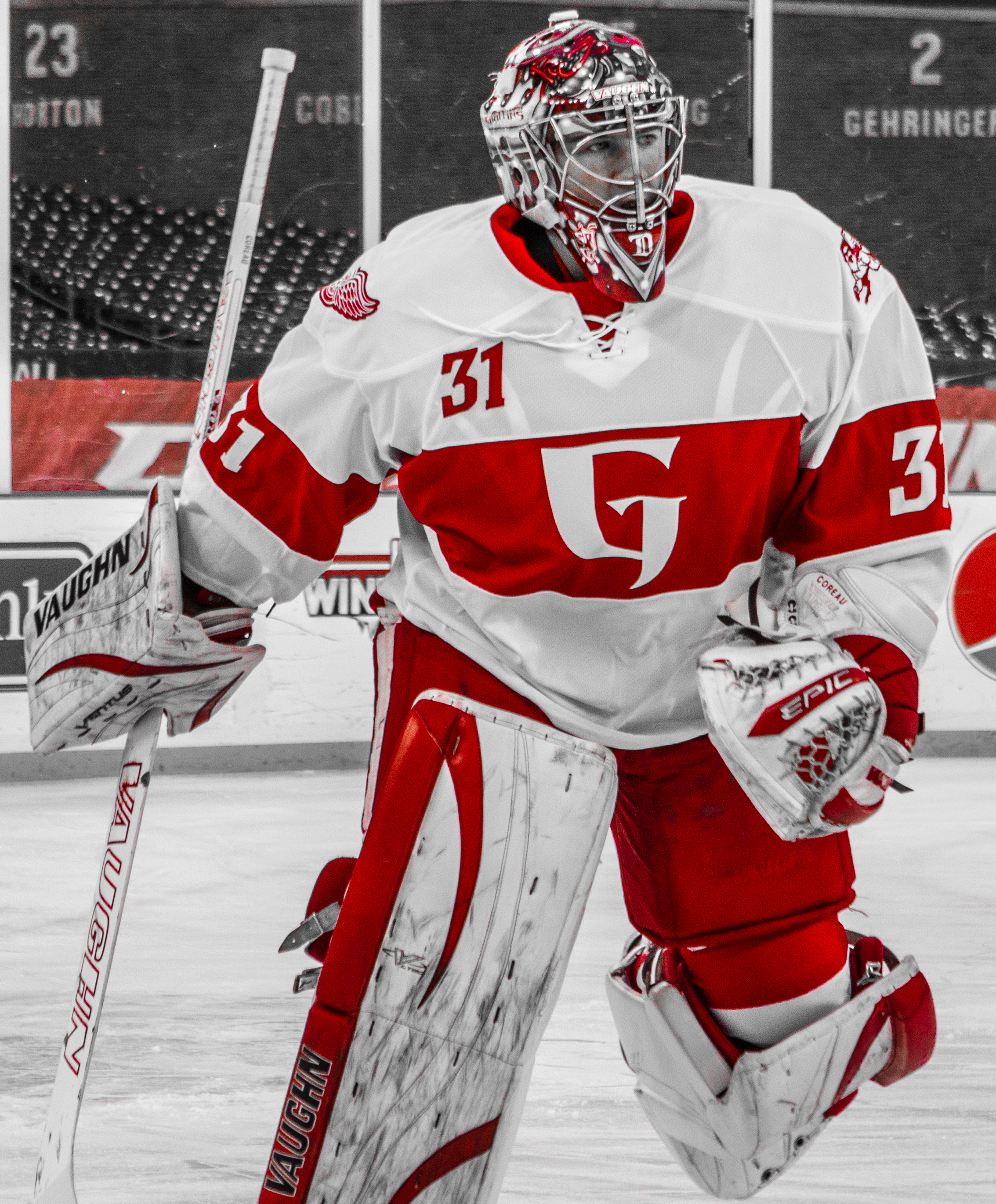
Coreau im Trikot der Grand Rapids Griffins

Seine Profikarriere begann Coreau in der Spielzeit 2013/14 bei den Toledo Walleye aus der ECHL sowie den Grand Rapids Griffins aus der American Hockey League (AHL), den beiden Farmteams der Red Wings. In fünf AHL- sowie 20 ECHL-Einsätzen gelang dem Kanadier nur ein Sieg, wobei er in beiden Ligen nur einen Gegentorschnitt von über 4,0 sowie eine Fangquote von unter 88,0 % erreichte. Im darauf folgenden Jahr besserten sich Coreaus Leistungen deutlich, sodass er mit 25 Einsätzen mehr Spielzeit in der AHL erhielt und sein Vertrag im Juli 2015 um ein Jahr verlängert wurde. Mit Beginn der Spielzeit 2015/16 stieg Coreau zum Stammtorhüter der Griffins auf und absolvierte 47 Spiele, in denen ihm sechs Shutouts gelangen. Zudem wurde er im Frühjahr 2016 zweimal ins NHL-Aufgebot der Red Wings berufen, ohne dort jedoch zu Spielzeit zu kommen.
Nach einer weiteren Vertragsverlängerung um zwei Jahre im Sommer 2016 beriefen ihn die Red Wings im Dezember 2016 erneut in ihren Kader, wobei Coreau schließlich sein NHL-Debüt gab. Nach einer kurzen Rückkehr in die AHL holten ihn die Red Wings Ende Dezember aufgrund einer Verletzung von Jimmy Howard wieder in ihr Aufgebot. Dort zeigte Coreau überzeugende Leistungen, sodass er zum Teil mehr Einsatzzeit als die nominelle Nummer 1, Petr Mrázek, erhielt. Insgesamt kam der Kanadier auf 14 NHL-Einsätze, bevor er zu den Griffins zurückkehrte und mit diesen am Saisonende den Calder Cup gewann.
Nach fünf Jahren in der Organisation der Red Wings wurde der Vertrag des Torhüters am Ende der Saison 2017/18 nicht verlängert, sodass er sich im Juli 2018 als Free Agent den Anaheim Ducks anschloss. Dort wurde er bis Januar 2019 ausschließlich in der AHL bei den San Diego Gulls eingesetzt und anschließend ohne weitere Gegenleistung an die St. Louis Blues abgegeben. Dort beendete er die Saison und wechselte, abermals als Free Agent, im Juli 2019 zu den New York Islanders. Diese setzten ihn ausschließlich bei den Bridgeport Sound Tigers in der AHL ein, ehe er Nordamerika im Dezember 2020 erstmals verließ, indem er sich den Bratislava Capitals aus der ICE Hockey League anschloss.
Im Juli 2021 erhielt er einen Vertrag bei den Black Wings Linz aus der ICE Hockey League und kam in 32 Spielen auf eine Fangquote von 88,6 Prozent. Da Ende Februar 2022 die Saison für die Black Wings beendet war, wechselte er Anfang März 2022 zu den Grizzlys Wolfsburg in die Deutsche Eishockey Liga (DEL). Dort stand er bis zum Ende der Saison 2021/22 als dritter Torwart unter Vertrag, blieb ohne Einsatz und wurde im August 2022 vom HC Slovan Bratislava aus der slowakischen Extraliga verpflichtet. Den slowakischen Hauptstadtklub verließ der Kanadier nach eineinhalb Jahren im Februar 2024 und wechselte zu Brynäs IF aus der HockeyAllsvenskan.

## Erfolge und Auszeichnungen
- 2015 AHL-Torwart des Monats Dezember
- 2017 Calder-Cup-Gewinn mit den Grand Rapids Griffins

## Karrierestatistik
Stand: Ende der Saison 2022/23
(Legende zur Torhüterstatistik: GP oder Sp = Spiele insgesamt; W oder S = Siege; L oder N = Niederlagen; T oder U oder OT = Unentschieden oder Overtime- bzw. Shootout-Niederlage; Min. = Minuten; SOG oder SaT = Schüsse aufs Tor; GA oder GT = Gegentore; SO = Shutouts; GAA oder GTS = Gegentorschnitt; Sv% oder SVS% = Fangquote; EN = Empty Net Goal; 1 Play-downs/Relegation; Kursiv: Statistik nicht vollständig)